# 둥펑 혼다
둥펑 혼다(영어: Dongfeng Honda Automobile Co., Ltd., 중국어 간체자: 东风本田, 정체자: 東風本田, 병음: Dōngfēng Běntián)는 중국 우한시 후베이성에 본사를 둔 자동차 제조 회사이며 둥펑 자동차와 혼다 기연공업 간의 50:50 합작 투자 회사이다.
혼다 기연공업에 따르면, 우한에 있는 둥펑 혼다의 두 공장의 총 생산 능력은 연간 480,000대이다.그러나 둥펑 자동차 그룹은 2017년 둥펑 혼다가 713,840대를 생산했다고 보고하였다.

## 갤러리

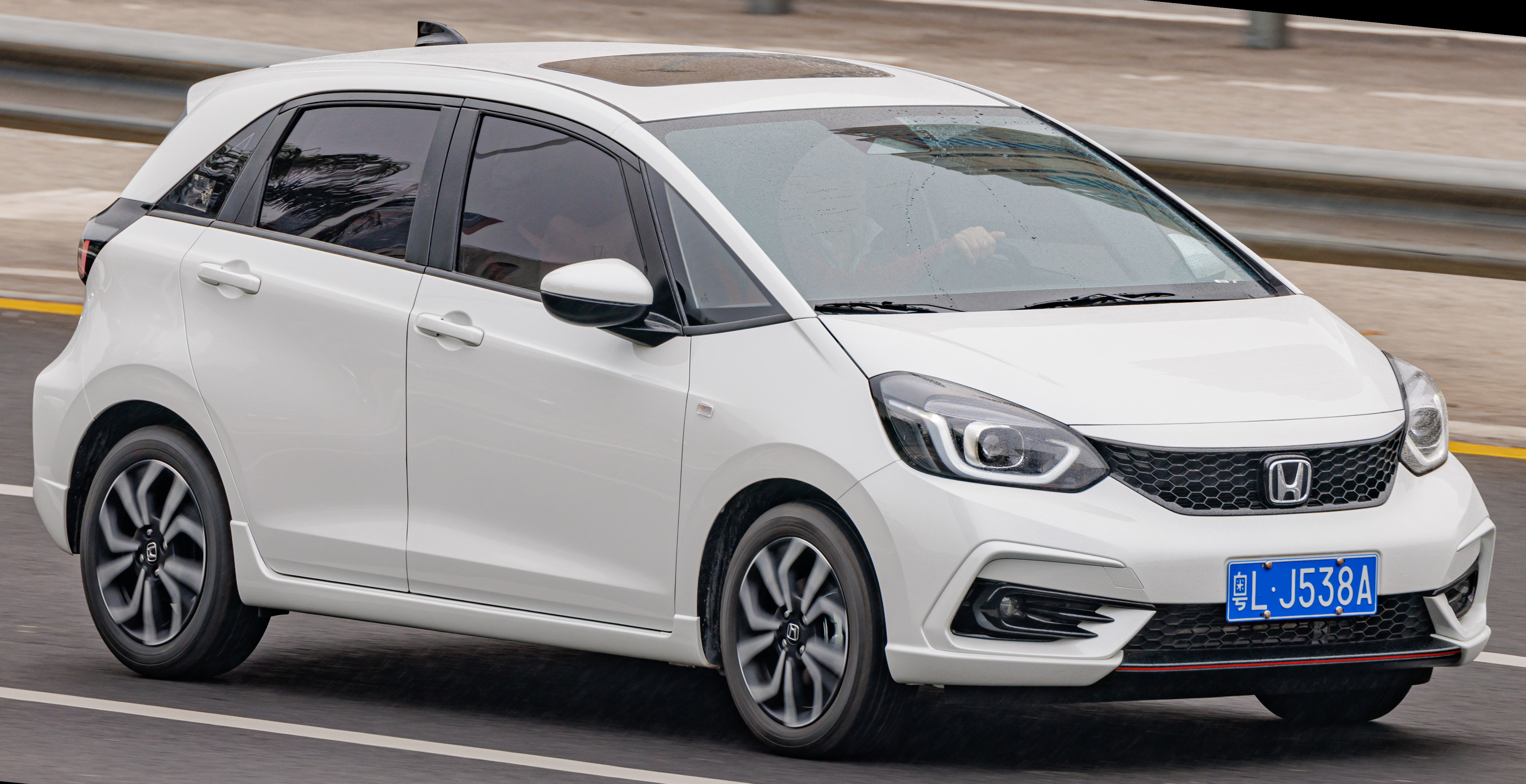
혼다 라이프
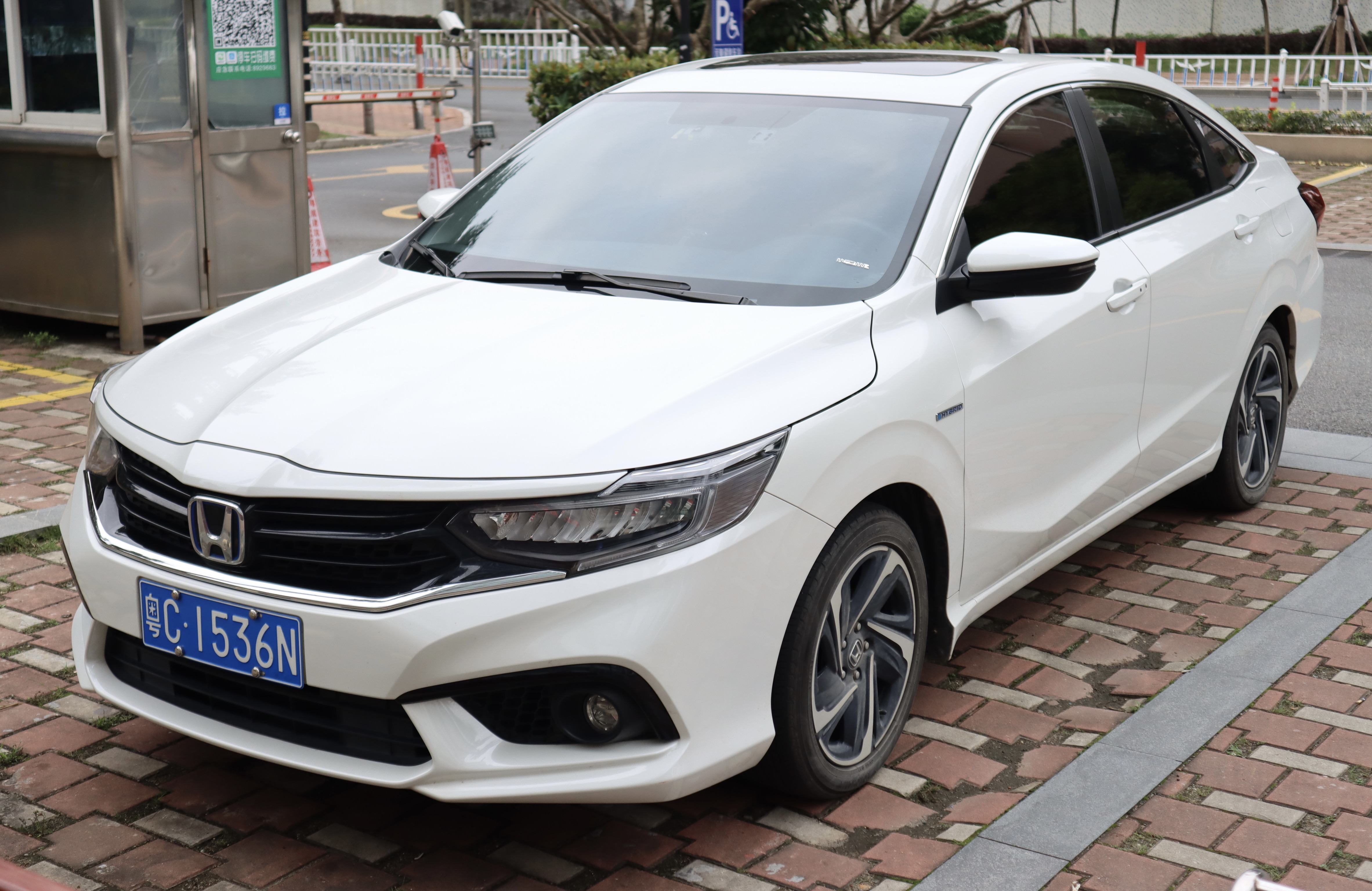
혼다 엔빅스
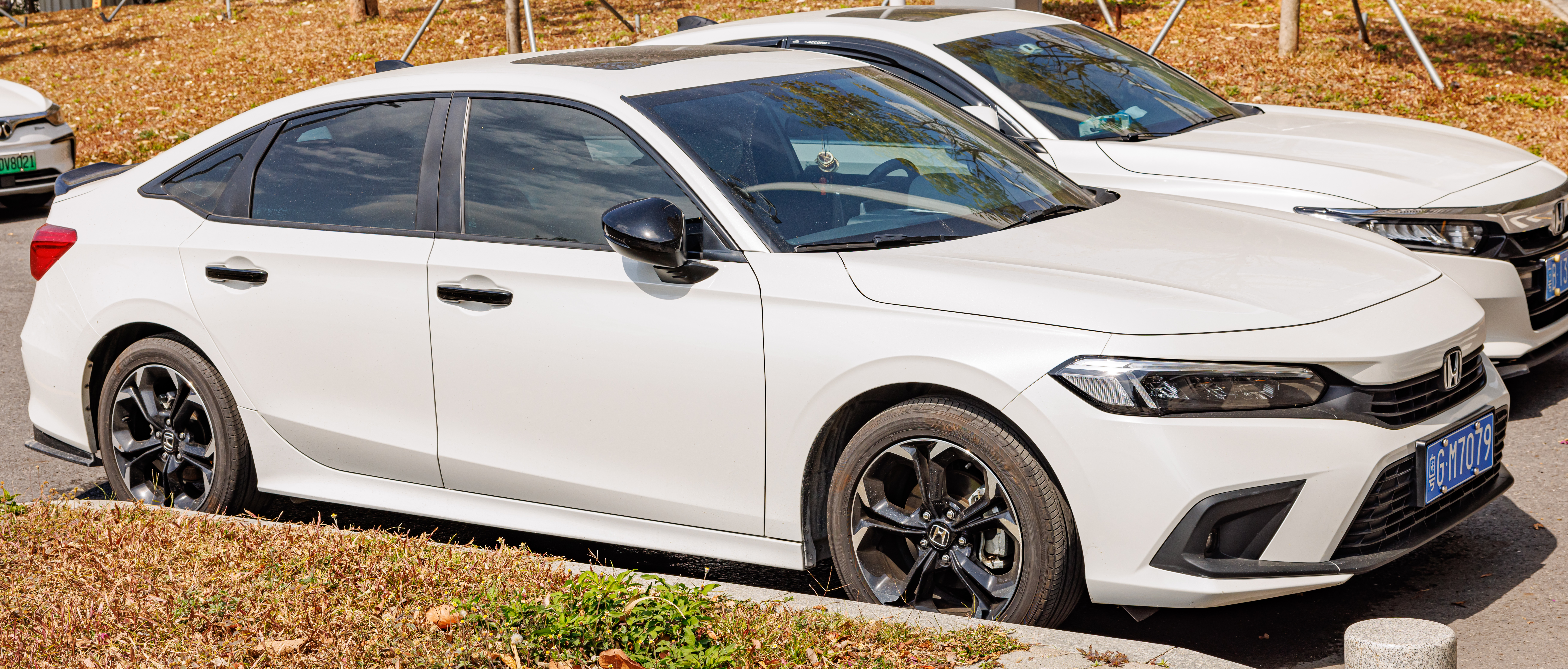
혼다 시빅
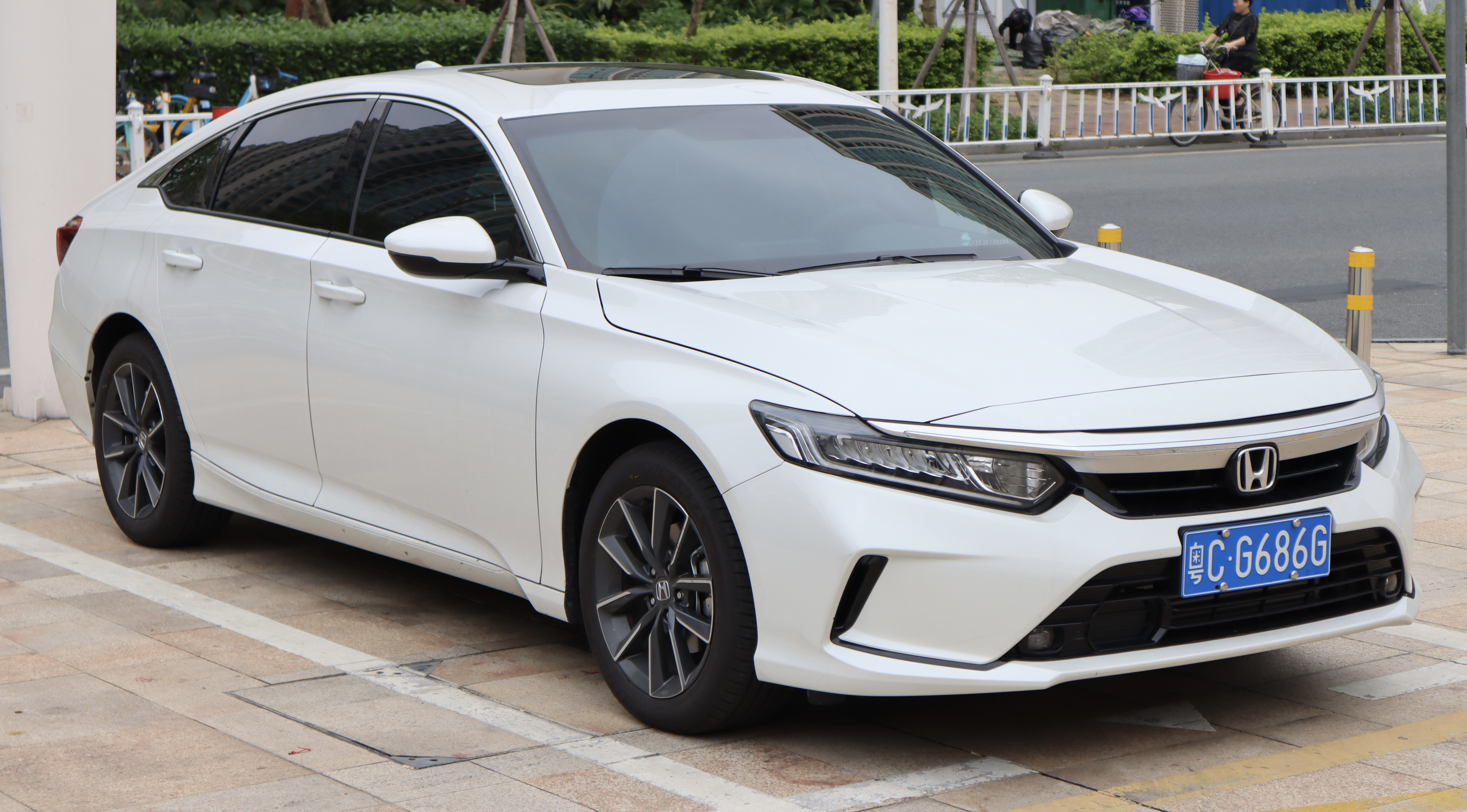
혼다 인스파이어
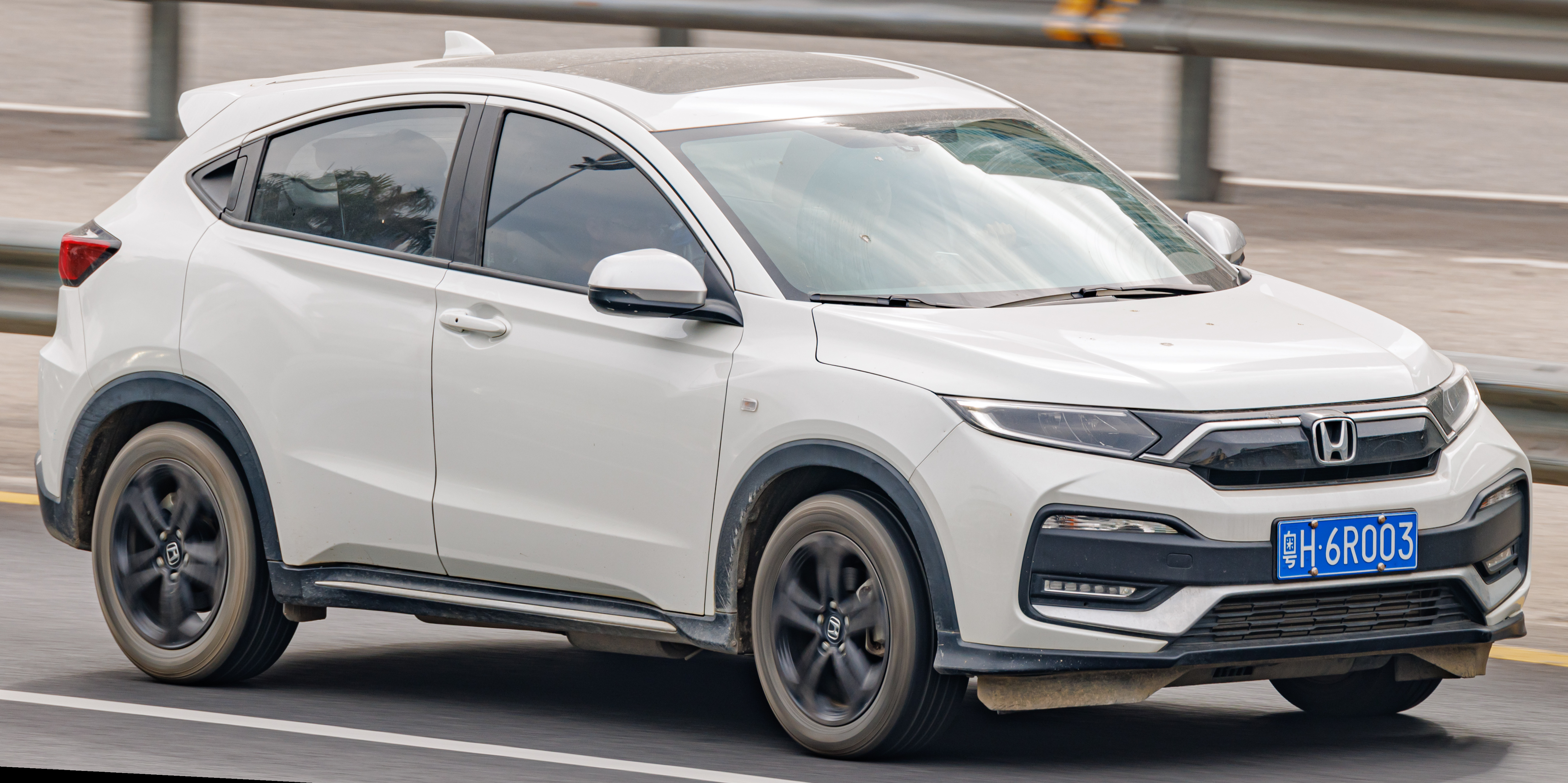
혼다 XR-V
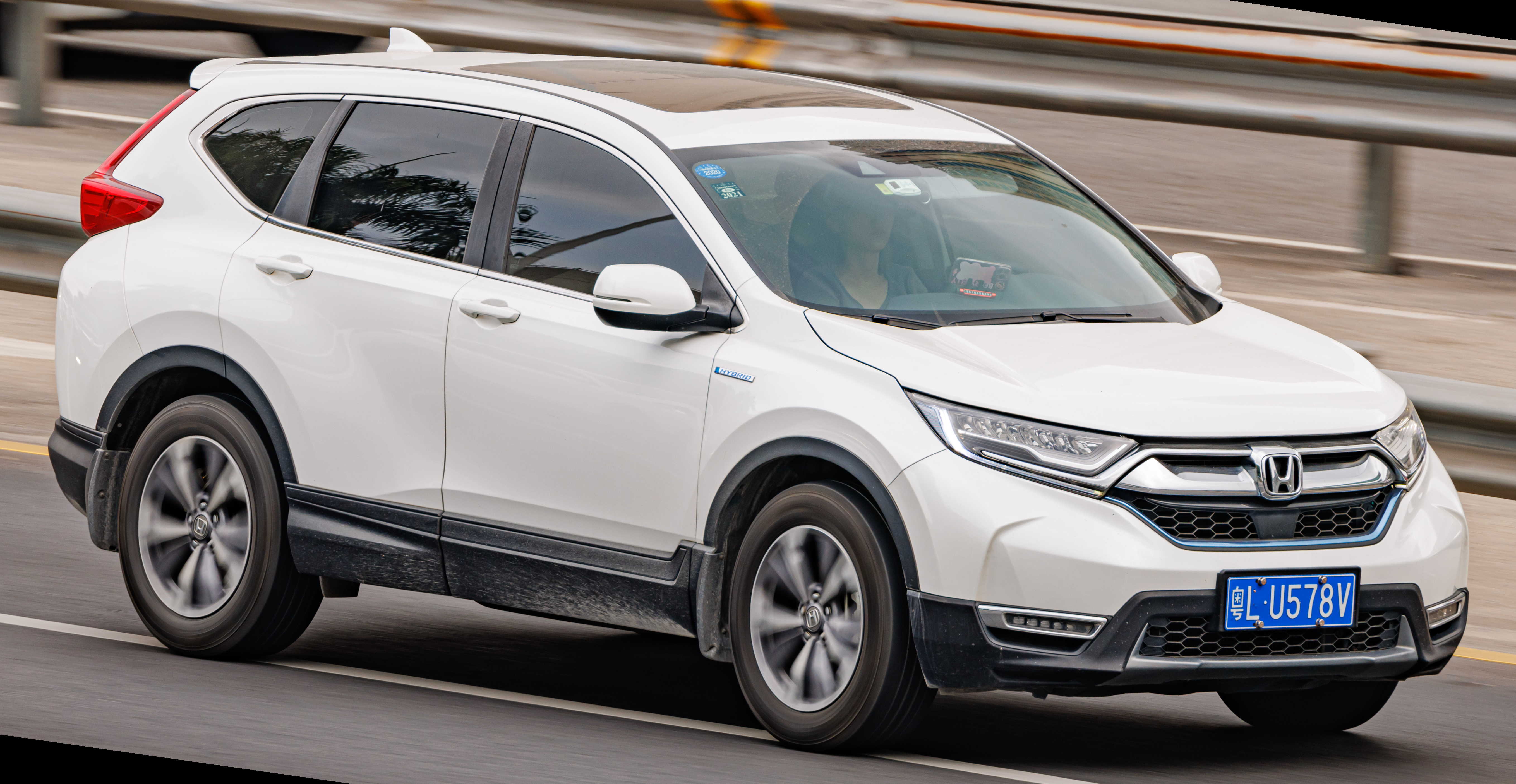
혼다 CR-V
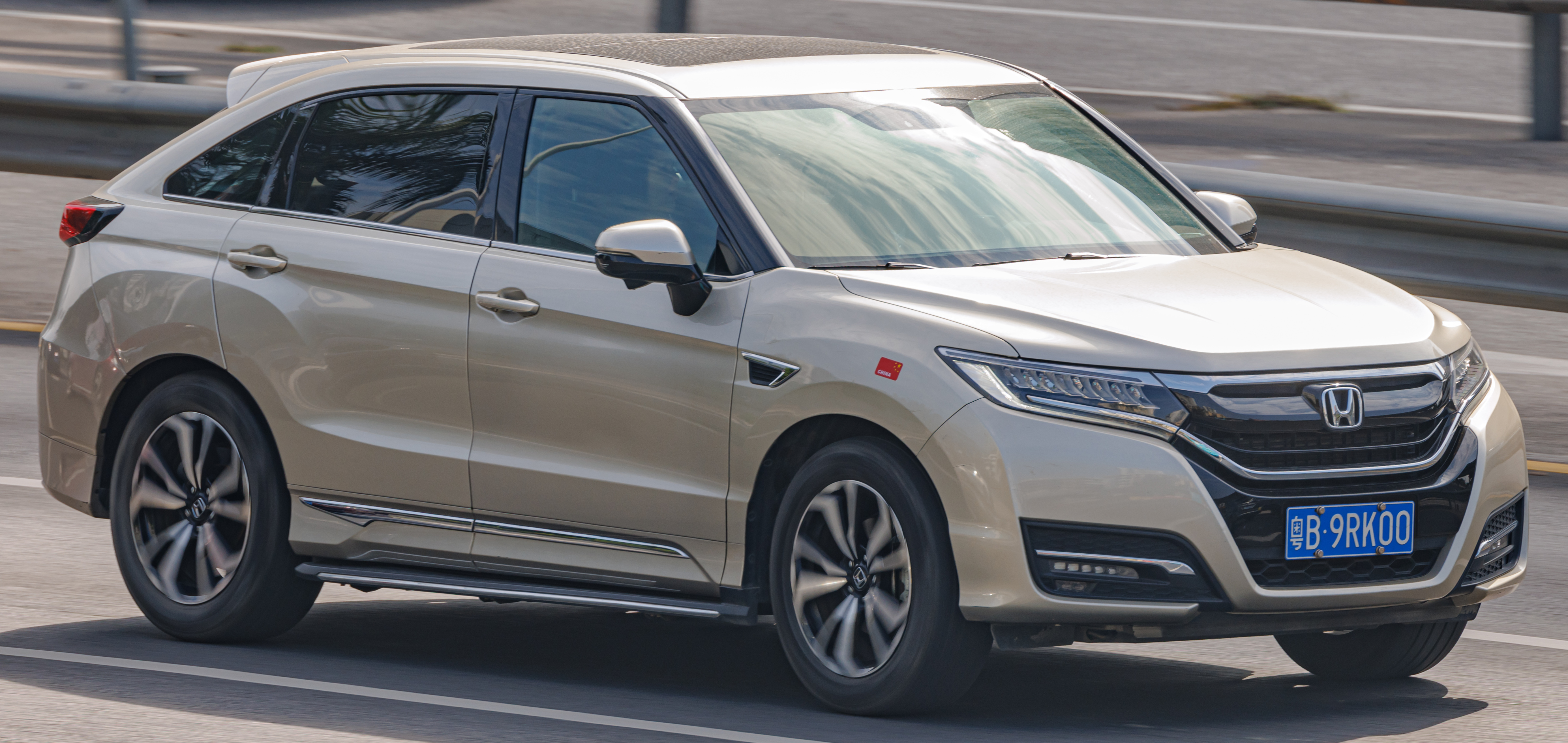
혼다 UR-V
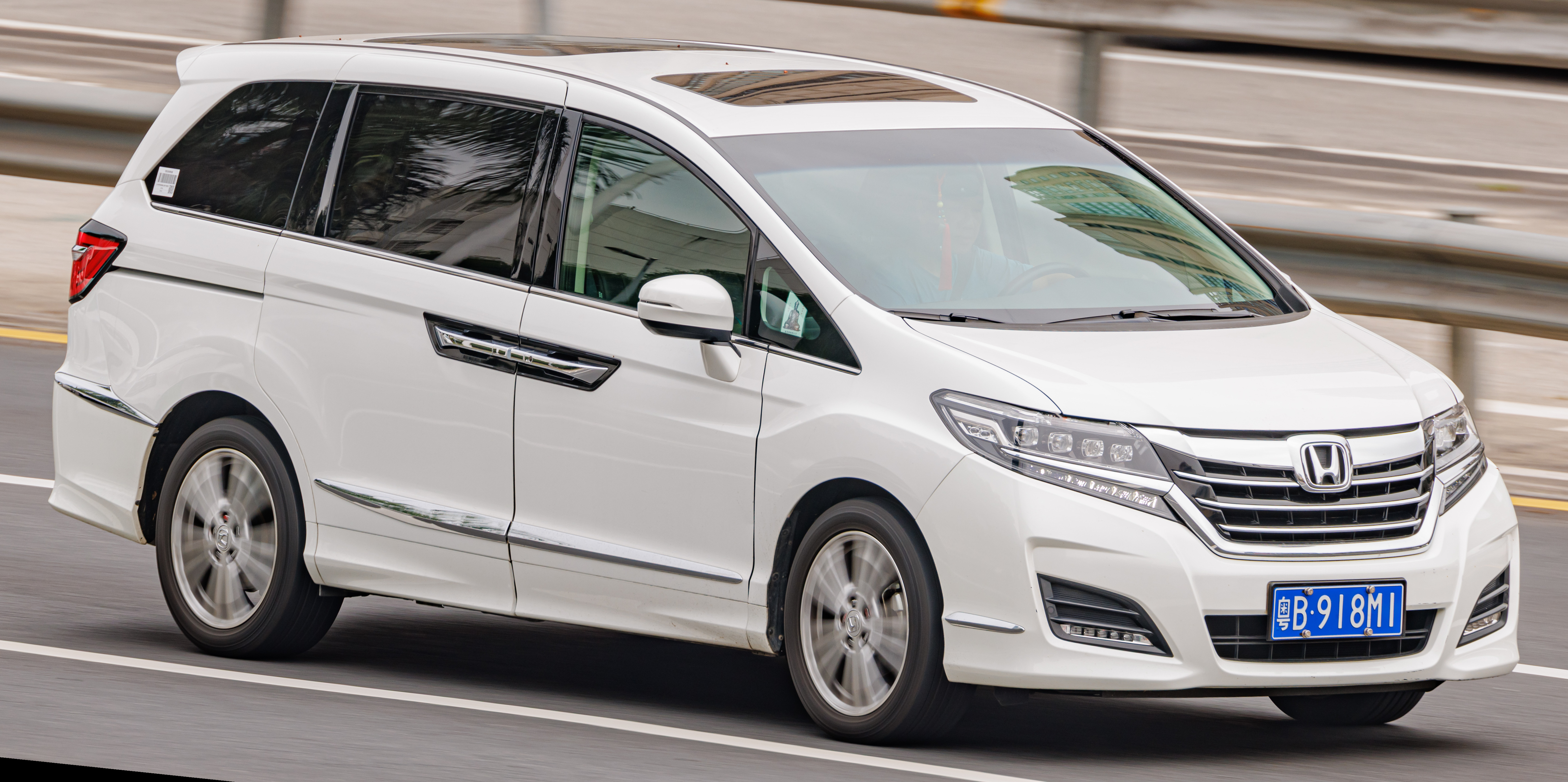
혼다 엘리사온
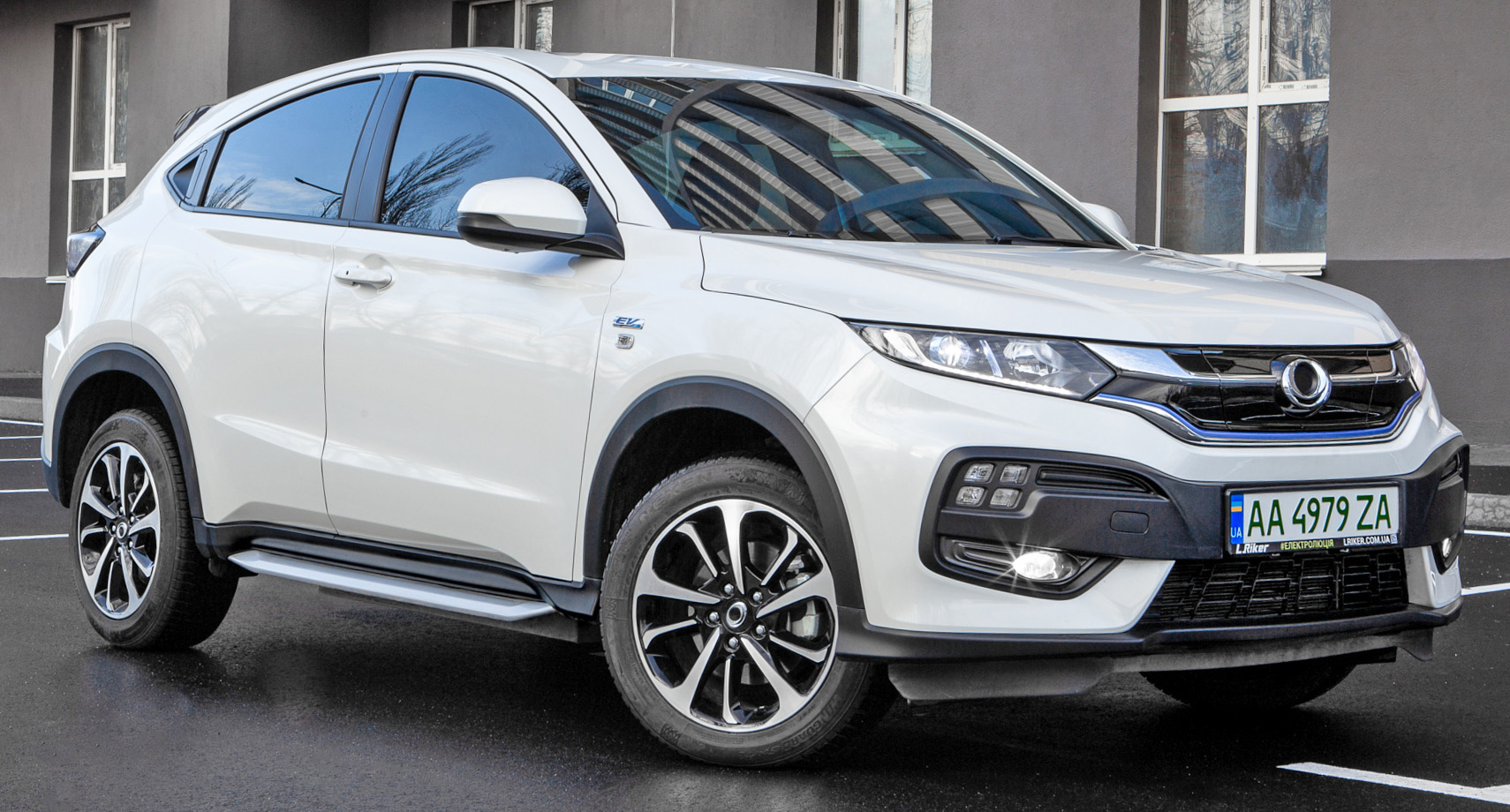
Ciimo X-NV
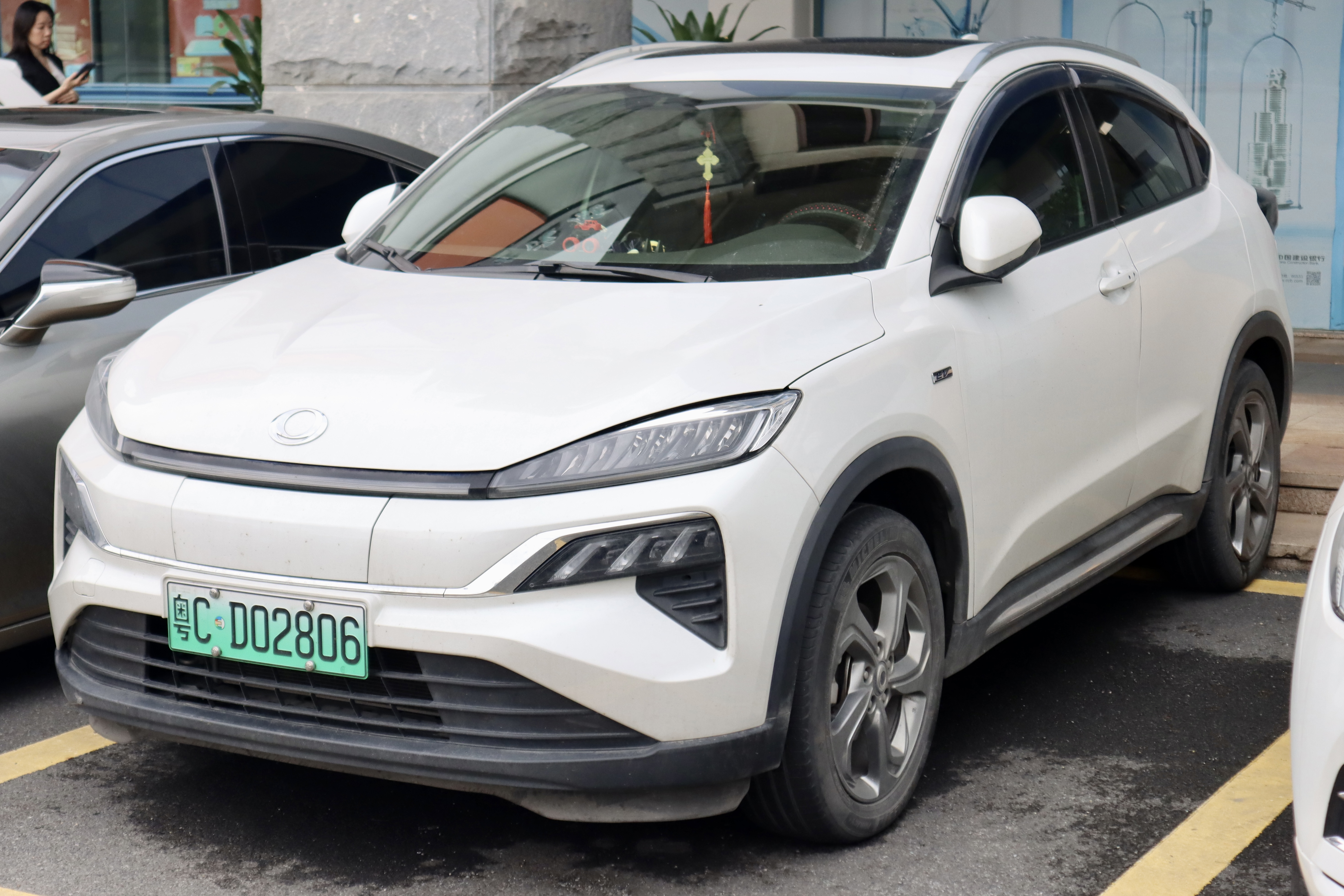
Ciimo M-NV
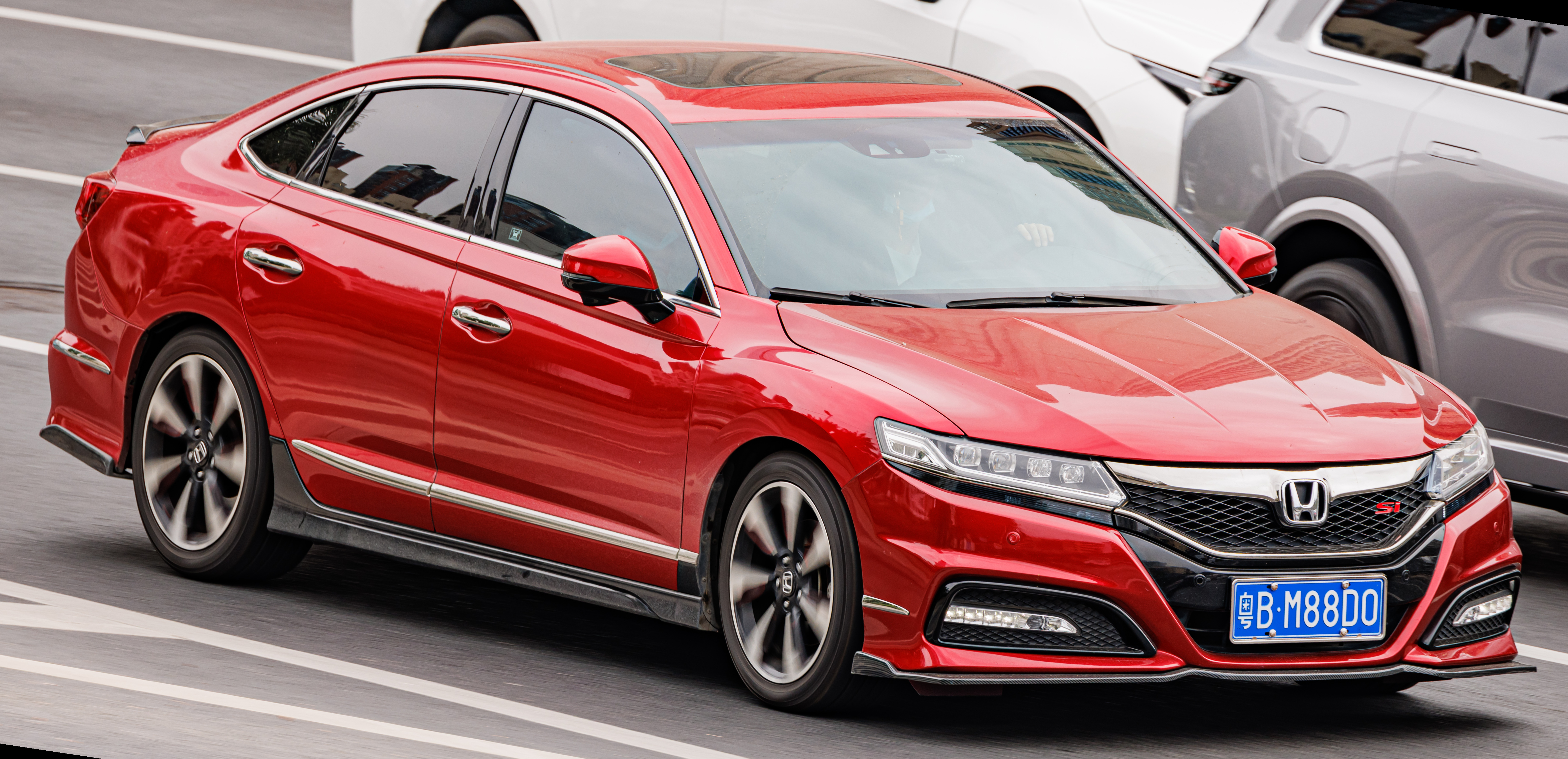
혼다 스피리어
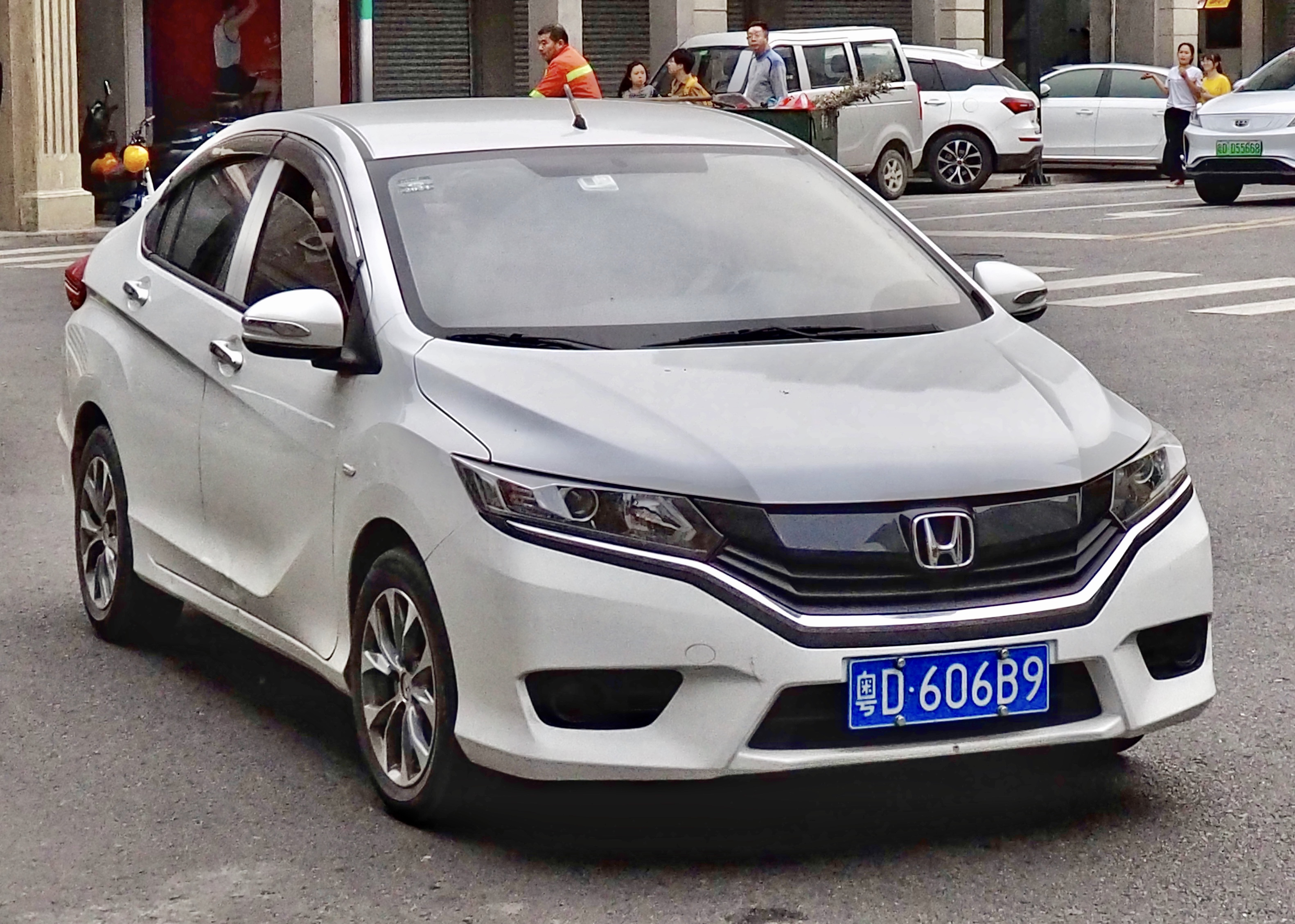
혼다 그라이즈
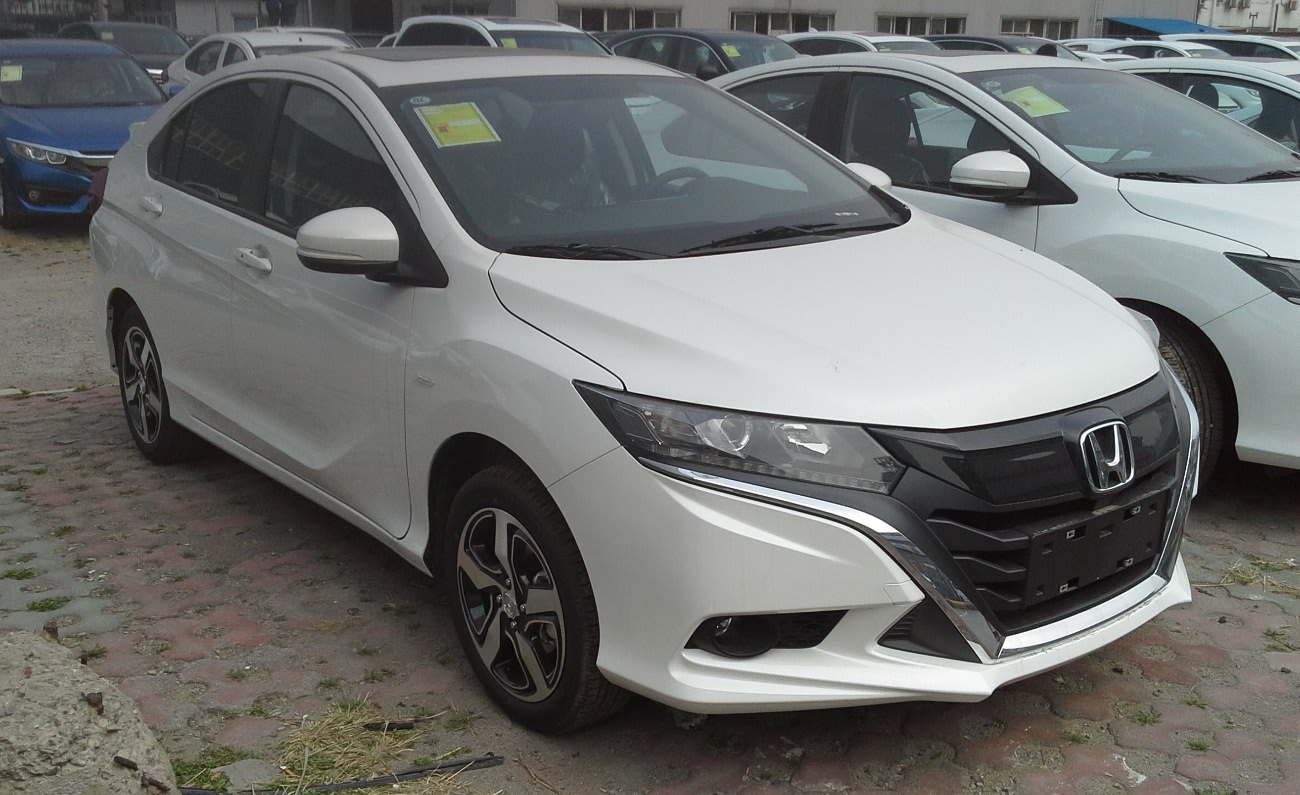
혼다 지니아
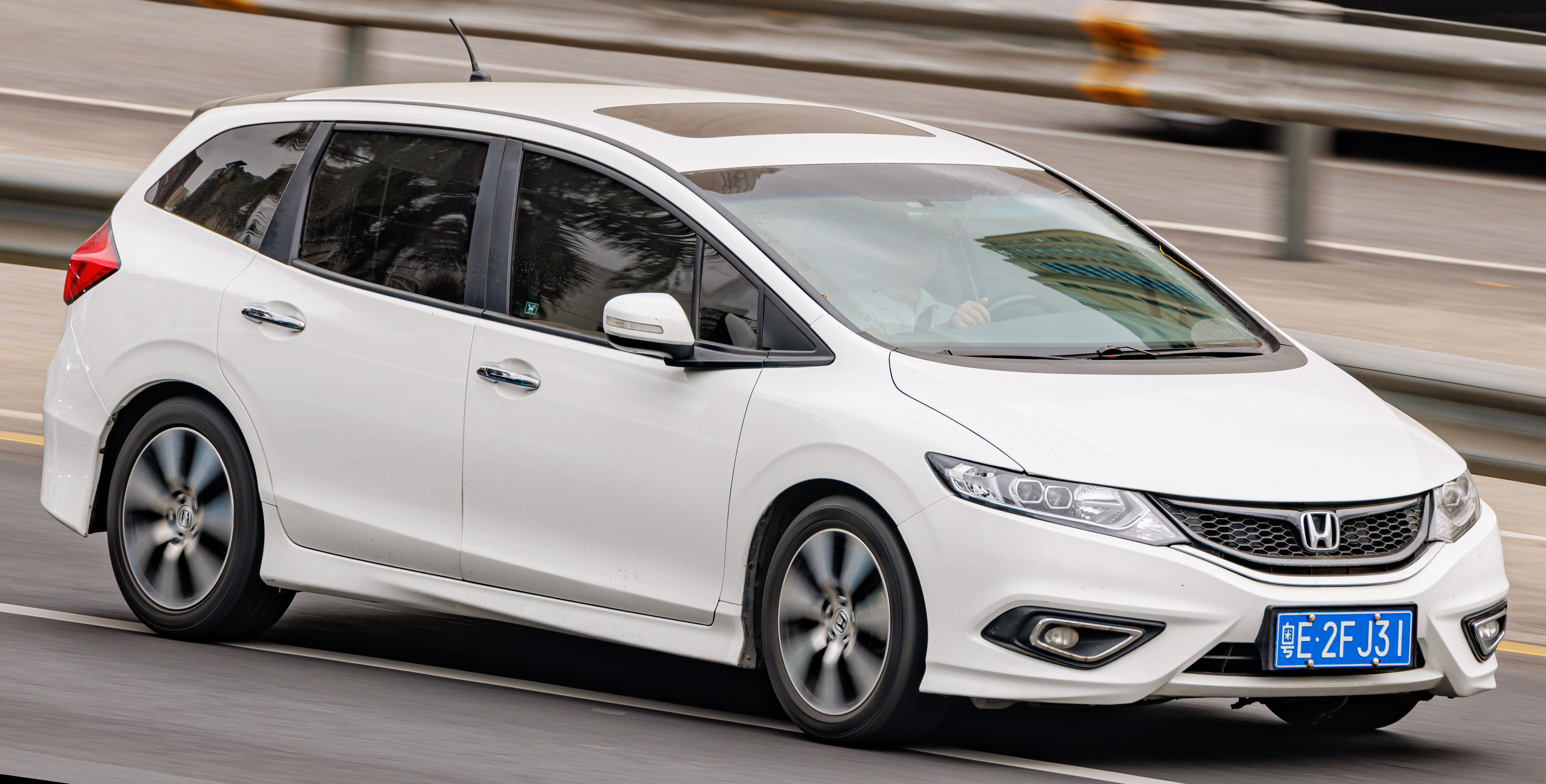
혼다 제이드

## 같이 보기
- 광저우 혼다